# Michel Soutif
Michel Soutif, né à Paris le 8 juillet 1921 et mort à Meylan le 28 juin 2016, est un physicien français, connu pour sa contribution au développement de l'Université de Grenoble dans les années 1950 et 1960. Il est également connu pour son travail sur la résonance magnétique nucléaire, le rayonnement micro-ondes et la résonance de spin électronique. Ancien élève de l'École normale supérieure, il a été invité à la fin de sa thèse par Louis Néel à rejoindre l'Université de Grenoble, où il a créé le Laboratoire de spectrométrie physique. Il est reconnu non seulement pour ses réalisations scientifiques, mais aussi pour l'exceptionnelle clarté de son enseignement.

## Parcours scolaire
Michel Soutif était le fils d'Élise Baudoin et d'Edmond Soutif, sous-directeur au Ministère des Finances, chargé des finances des hôpitaux de Paris.
Michel a fait ses études au Lycée Michelet de Vanves, puis a rejoint le lycée Saint-Louis à Paris, pour préparer les grandes écoles scientifiques. En 1942, il a réussi le concours d'entrée à l'ENS, au premier rang.
Les conditions de vie dans le Paris occupé de la guerre étaient rudes, voire dangereuses, et de nombreux étudiants de l'ENS étaient actifs dans la Résistance. La famille Soutif vivait dans un appartement du boulevard Saint-Michel, et son père a été plusieurs fois suspectés, non sans raison, d'avoir pris part à  la résistance. Plusieurs alertes ont alors convaincu Michel Soutif de la nécessité de la paix et de la collaboration entre les nations.

## Parcours  universitaire
Après sa thèse, avec l'aide du Centre national d'études des télécommunications (CNET), il construit la première liaison téléphonique hertzienne reliant le mont Boron de Nice avec la Corse. Après ces débuts en 1948, à l'arrivée de Soutif au laboratoire de physique générale de Grenoble, une branche d'Alcatel spécialisée dans l'étude des rayonnements centimétriques s'installe dans le laboratoire. Son généreux financement permet l'achat d'une partie substantielle de l'équipement scientifique de ce qui allait devenir le Laboratoire de spectrométrie physique (LSP).
Son invitation par Louis Néel est motivée par le retard pris par la science en France à cause de la guerre, et à l'urgence de reconstruire une infrastructure scientifique. À son arrivée à Grenoble, Soutif trouve peu d'équipement au LPG, mais réussit à récupérer un électro-aimant à Bordeaux qui, malheureusement, a besoin d'un courant très élevé. Pour l'alimentation électrique, il utilise des batteries récupérées sur sous-marin allemand capturé, mais il doit ensuite construire un générateur électrique de les recharger. Par de telles prouesses techniques et relationnelles, il est capable de construire en quelques années un laboratoire performant et d'attirer des jeunes chercheurs fraîchement diplômés de l'ENS. Il devient directeur de la section « génie atomique » de l’Institut polytechnique de Grenoble de 1955 à 1963. En 1958, il devient directeur du Laboratoire de Physique Générale, puis en 1966, il fonde le Laboratoire de spectrométrie physique devenu en 2011 le Laboratoire interdisciplinaire de physique.
Au cours de cette période, Soutif joue un immense rôle dans l'expansion de l'enseignement de la physique à l'université scientifique et médicale de Grenoble ainsi qu'au centre universitaire de Savoie à Chambéry. Il encourage également le personnel du laboratoire à participer au projet franco-allemand de réacteur de l'Institut Laue-Langevin en cours de construction à l'autre bout de Grenoble. Ce projet a été inspiré par Louis Néel et Erwin Lewy-Berthaut de Grenoble ainsi que par Heinz Maier-Leibnitz de la Technische Hochschule München, en Allemagne. Cet institut international sera rejoint plus tard par d'autres pays et deviendra un atout majeur dans le développement scientifique de Grenoble.
En 1971 Soutif devient président de l' Université Scientifique et Médicale de Grenoble. Dans les années 1980, un deuxième équipement scientifique majeur rejoint la scène grenobloise : l'Installation Européenne de Rayonnement Synchrotron (ESRF), qui produit ses premiers faisceaux de rayons X en 1992, et reçoit ses premiers utilisateurs en 1994. La décision initiale avait opté pour installer l'ESRF à Strasbourg, mais Michel Soutif a défendu le dossier scientifique de Grenoble devant les autorités politiques, notamment Louis Mermaz. Ce dernier choix a finalement été confirmé par le Président de la République, François Mitterrand.
Après son départ à la retraite, Michel Soutif s'est intéressé à l'histoire et au développement de la science en Asie, et tout particulièrement en Chine, et il a publié plusieurs ouvrages sur ce sujet. Michel Soutif a été président de l'Académie delphinale de 2004 à 2006 et a enseigné jusqu'à la fin de sa vie à l’université inter-âge du Dauphiné, où plusieurs de ses conférences sont accessibles sur le web.

## Publications
- La Spectroscopie hertzienne, Dunod (1960).
- Physique neutronique, Presses universitaires de France (1962).
- Les Vibrations, La Propagation, La Diffusion, Dunod Université (1970).
- L'Asie, source de sciences et de techniques, EDP Sciences (1995).
- Naissance de la physique, de la Sicile à la Chine, EDP Sciences (2002).
- Grenoble, carrefour des sciences et de l'industrie, Collection Les Patrimoines - édité par le Dauphiné Libéré (2005)
- Fondements des civilisations de l'Asie, EDP Sciences - Collection: Sciences et Histoire (2009).
- Naissance et diffusion de la physique, EDP Sciences (2014).

## Prix
- Prix Félix-Robin de la Société française de physique (1966)

- Prix des trois physiciens de l'École Normale Supérieure (1979)
- Grand prix de la coopération scientifique Franco-chinoise de la République populaire de Chine
- Prix Villemot de l'Académie des sciences[6] (2004)

## Distinctions
- Officier de la Légion d'honneur
- Grand officier de l'ordre national du Mérite
- Chevalier de l'Ordre national du Mali